# Haciënda

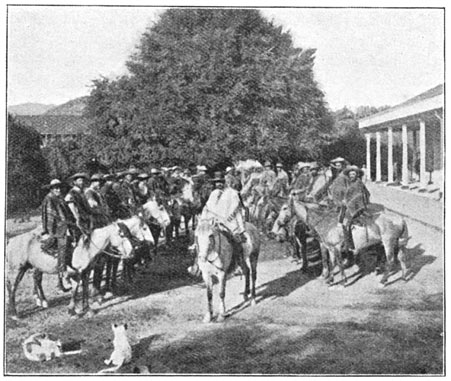
Zondagsmorgenreunie der Hacienda-chefs (begin 20e eeuw)

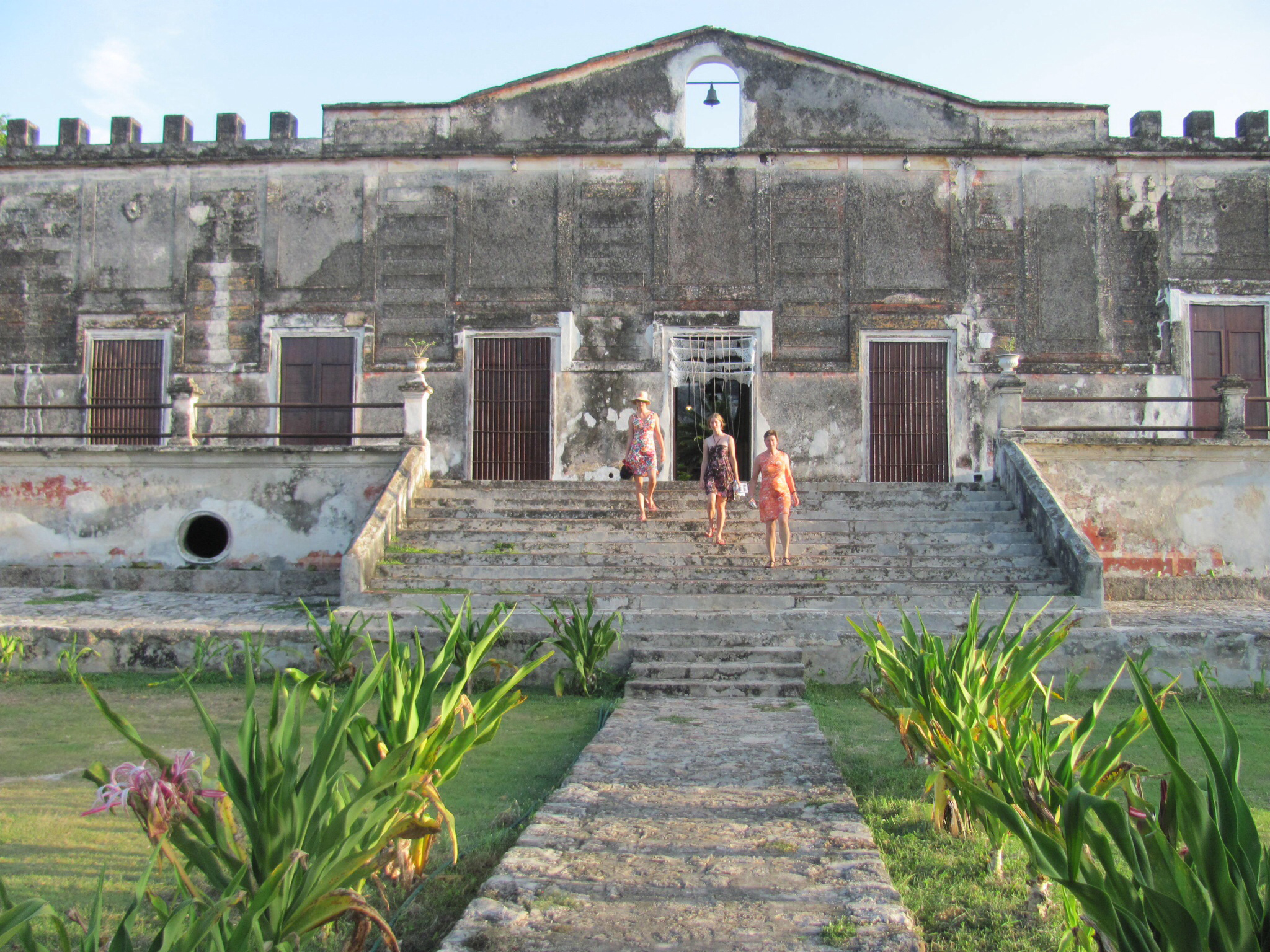
De haciënda Yaxcopoil bij Mérida

Een haciënda (Spaans: hacienda, Portugees: fazenda) is een groot landgoed in Latijns-Amerika en de Filipijnen. Lokaal wordt ook wel gesproken van estancias of fincas. Haciënda's houden zich voornamelijk bezig met veeteelt, maar op plaatsen waar dat rendabel is ook met land-, mijn- en bosbouw. 
De haciënda's ontstonden na de Spaanse verovering. De Spaanse kroon schonk de conquistadores stukken land, waarover zij encomienda hadden; ze kregen het recht de indiaanse bevolking voor zich te laten werken. Later zijn ook veel mestiezen haciënda-arbeiders geworden, maar de eigenaars bleven vrijwel altijd Spanjaarden of creolen.
In de pre-industriële periode bestond er vaak een band van afhankelijkheid tussen de eigenaar van de haciënda, de hacendado of Don, en de landarbeiders genaamd peones. Dit systeem werd peonage genoemd en was vergelijkbaar met horigheid, zij het zonder structurele gebondenheid aan het land. De afhankelijkheid van de peones had meer te maken met schulden dan met dwang. Ze waren geen slaven of loonarbeiders en ze functioneerden in een morele economie buiten de markt om. De haciënda was opgevat als een patriarchale structuur met aan het hoofd een patrón. Hij leefde in een soort gesloten vesting, omringd door de peones in hun dorpen. Anders dan plantages waren haciënda's meer gericht op zelfvoorziening dan op export.
Hoewel in sommige delen van Latijns-Amerika nog altijd veel grootgrondbezit bestaat, is de verhouding tussen de eigenaar en de arbeiders er tegenwoordig meestal een van werkgever-werknemer die vergelijkbaar is met niet-agrarische sectoren.
In delen van Latijns-Amerika is het haciënda-systeem in zekere zin nog steeds intact. Op papier is het in verschillende landen afgeschaft na een revolutie (zoals in Mexico in 1917 en Nicaragua in 1979), maar overblijfselen van het systeem zijn nog steeds erg sterk aanwezig.
Een aantal haciënda's zijn in de loop van de tijd overgegaan van veeteelt naar bijvoorbeeld het verbouwen en produceren van sisal. Doordat de vraag naar sisal inmiddels sterk is teruggelopen staan in Yucatán veel haciënda's leeg en zijn als museum of hotel ingericht.
In veel Latijns-Amerikaanse landen was de Minister van Haciënda een positie die vergelijkbaar is met die van Minister van Financiën.

## Voetnoten
1. ↑  Jürgen Osterhammel, De metamorfose van de wereld, 2022, p. 722